# Kazimir Petrič
Kazimir (Dušan) Petrič, slovenski violinist in dirigent, * 1896, † 1991.
Petrič je študiral violino na konservatoriju glasbene matice, kjer je deloval tudi kot orkestrski glasbednik in pedagog. Kot dirigent manjših orkestrskih zasedb se je leta 1928 pojavil v vlogi prvega dirigenta orkestra Radia Ljubljana.